# Pristomerus dikidiki
Pristomerus dikidiki (лат. ) — вид мелких наездников-ихневмонид (Ichneumonidae) рода Pristomerus из подсемейства Cremastinae. Африка: ДРК.

## Описание
Мелкие наездники со стройным телом, брюшко сжато с боков, длина тела около 12 мм, длина усика около 6 мм, длина переднего крыла 7,7 мм. Усики с 38 члениками жгутика. Клипеус и мезонотум плотно пунктированные. Основная окраска тела чёрная (мандибулы жёлтые). Формула щупиков 5:4 (5 нижнечелюстных и 4 нижнегубных члеников).
Наличник отделён от лица канавкой. В нижней части задних бёдер есть зубец. Близ основания 2-го тергита брюшка развиты тиридии. Паразиты скрытоживущих гусениц мелких бабочек (Lepidoptera).
Вид был впервые описан выделен в 2015 году южноафриканскими гименоптерологами Паскалем Руссе (Pascal Rousse; Natural History Department, Южноафриканский изико-музей, Кейптаун, ЮАР) и Симоном ван Ноортом (Simon van Noort; Department of Biological Sciences, Кейптаунский университет, Rondebosch, ЮАР).